# Andora na Mistrzostwach Europy w Lekkoatletyce 2018
Andora na Mistrzostwach Europy w Lekkoatletyce 2018 – reprezentacja Andory podczas zawodów liczyła 1 zawodnika. Był nim biegacz Carles Gómez, jego rekord życiowy na dystansie 1500 m to 3:48,52.

## Rezultaty
| Zawodnik     | Konkurencja    | Eliminacje | Eliminacje | Finał | Finał |
| Zawodnik     | Konkurencja    | Wynik      | Poz.       | Wynik | Poz.  |
| ------------ | -------------- | ---------- | ---------- | ----- | ----- |
| Carles Gómez | Bieg na 1500 m | 4:00,02    | 34.        | NQ    | NQ    |